# Mohamed Tahar Ben Achour (1815-1868)
Pour les articles homonymes, voir Mohamed Tahar Ben Achour et Achour.
Mohamed Tahar Ben Achour (arabe : محمد الطاهر بن عاشور الجد), né en 1815 à Tunis et décédé en 1868, est un théologien, universitaire et ouléma tunisien.

## Biographie
Il naît dans une famille de la haute bourgeoisie tunisoise. Il reçoit à la Zitouna les enseignements de brillants savants comme Sidi Brahim Riahi, Mohamed Bayram, Mohamed Maaouia, Cheikh Ben Mlouka et d'autres. Après avoir terminé ses études, il y enseigne la rhétorique et se fait connaître pour ses cours.
Proche de Mustapha Khaznadar et de plusieurs autres dignitaires mamelouks, il est l'un des premiers ouléma à répondre favorablement aux multiples volontés de réformes d'Ahmed Bey qui le nomme cadi malékite de Tunis en 1851. Sous le règne de son cousin, Sadok Bey, il est fait mufti de Tunis. Son influence décline mais il est nommé nakib al-achraf (syndic des chérifs de Tunis), fonction qu'il occupe jusqu'à sa mort. Son amitié avec le ministre Mohammed Aziz Bouattour les amènent à marier leurs enfants.
Tahar Ben Achour est le plus riche parmi les membres de sa famille : il bénéficie d'importants revenus des postes qu'il a occupé, en plus des habous de sa famille. Son mode de vie est européanisé et contraste avec celui des ouléma traditionalistes de son époque. Ses descendants forment une lignée de dignitaires : son petit-fils, qui porte aussi le nom de Mohamed Tahar et son arrière-petit-fils Mohamed Fadhel seront plus tard des théologiens reconnus.
Il laisse de nombreux écrits sur la rhétorique et d'autres sciences islamiques dont certains ont été utilisés comme des manuels de la Zitouna. De même, il laisse des poèmes collectés plus tard par Mohamed Snoussi.

## Publications
- (ar) Commentaire sur le traité de grammaire intitulé Katr al-nada d'Ibn Hisham (حاشية على قطر الندى لابن هشام)
- (ar) Commentaire d'Al-Burda d'Al-Busiri (شفاء القلب الجريح بشرح بردة المديح)
- (ar) Traités théologiques (حاشية على المحلّي على جمع الجوامع في أصول الفقه)
- (ar) Commentaires de Sahih Muslim (تعليقات على صحيح مسلم)
- (ar) Les réponses (الفتاوى)